# Santa Maria de Merlès
Santa Maria de Merlès – gmina w Hiszpanii, w prowincji Barcelona, w Katalonii, o powierzchni 51,69 km². W 2011 roku gmina liczyła 173 mieszkańców.